# Polysyncraton galaxum
Polysyncraton galaxum är en sjöpungsart som beskrevs av Kott 2004. Polysyncraton galaxum ingår i släktet Polysyncraton och familjen Didemnidae. Inga underarter finns listade i Catalogue of Life.